# Гренада 17
Гренада 17 (англ. Grenada 17 — «Гренадские семнадцать») — группа гренадских коммунистов, политиков и военных, осуждённых за убийство Мориса Бишопа и его ближайших сподвижников. В широком смысле термин обозначает раскол партии Новое движение ДЖУЭЛ и государственный переворот на Гренаде в октябре 1983 года.

## Противоречия и переворот
В марте 1979 года в результате государственного переворота был свергнут авторитарный режим Эрика Гейри. К власти пришла марксистская партия Новое движение ДЖУЭЛ (NJM). Был установлен режим по типу «реального социализма», тесно связанный с Кубой и поддерживаемый СССР. Пост премьер-министра занимал Морис Бишоп, его заместителя — Бернард Корд.
К осени 1983 года на Гренаде усугубился социально-экономический кризис и обострились политические противоречия в правящей партии. Морис Бишоп начал зондировать возможности нормализации отношений с американской администрацией Рональда Рейгана. Это категорически не устраивало коммунистических радикалов из группы OREL во главе с Бернардом Кордом и командующим гренадской армией генералом Хадсоном Остином. Корд и его сторонники потребовали от Бишопа разделения верховной власти. Премьер-министр отказался. Тогда 12 октября 1983 Морис Бишоп был смещён со всех постов и на следующий день арестован. Власть перешла в руки группы Корда—Остина. Главой правительства фактически стал Корд, хотя формально не объявлял себя премьер-министром.

## Расстрел в Форт-Руперте
Сторонники Бишопа устроили массовые демонстрации по всему острову. Между ними и силовиками генерала Остина произошли столкновения. 19 октября 1983 демонстранты во главе с министром иностранных дел Юнисоном Уайтменом освободили Бишопа из-под домашнего ареста. Толпа численностью в 4-5 тысяч человек (для Гренады большое количество) двинулась к армейскому штабу в Форт-Руперт, заняла его и захватила оружие.
Группа Корда-Остина приняла решение о силовом подавлении. Было проведено специальное заседание ЦК, составлен соответствующий документ (авторство принадлежало Леону Корнуоллу). Форт-Руперт был взят штурмом. Восемь человек: Морис Бишоп, Юнисон Уайтмен, Норрис Бэйн (министр жилищного строительства), Жаклин Крефт (министр образования, связанная с Бишопом близкими личными отношениями, на тот момент беременная), Кит Хэйлинг (руководитель внешнеторгового ведомства), Фитцрой Бэйн (председатель профсоюза сельскохозяйственных рабочих), Эвелин Буллен (предприниматель) и Сесил Мейтленд (предприниматель) были расстреляны.
В тот же день генерал Хадсон Остин объявил о создании нового правительства — Революционного военного совета (RMC) под своим председательством.
Особенность конфликта заключалась в том, что с обеих сторон в нём участвовали коммунисты, не имевшие концептуальных разногласий. Противоречия носили сугубо тактический характер: линия Бишопа основывалась на политическом маневрировании, линия Корда — на жёстком курсе. Не меньшее, если не большее значение имел персональный фактор: стремление Бернарда Корда «выйти из тени» Мориса Бишопа и занять первую позицию в партийно-государственном руководстве.

## Подсудимые на процессе
Кровопролитие и убийство премьера Бишопа и его близких соратников стало поводом для американского вторжения, начавшегося 25 октября 1983. Режим Нового движения ДЖУЭЛ был свергнут. Корд, Остин и их сподвижники арестованы и переданы в руки новых властей Гренады.
Перед гренадским судом предстали (должности и звания указаны на 19 октября 1983):
- Бернард Корд, заместитель премьер-министра,лидер группы OREL

- Хадсон Остин, командующий Народно-революционной армией, член Политбюро ЦК Нового движения ДЖУЭЛ, министр строительства, представитель группы OREL

- Эварт Лэйн, подполковник гренадской армии, член Политбюро ЦК Нового движения ДЖУЭЛ, ветеран группы OREL

- Селвин Стрэчан, член Политбюро ЦК Нового движения ДЖУЭЛ, министр национальной мобилизации

- Лиэм Джеймс, подполковник гренадской армии, член Политбюро ЦК Нового движения ДЖУЭЛ, ветеран группы OREL

- Джон Венту, майор гренадской армии, член Политбюро ЦК Нового движения ДЖУЭЛ, ветеран группы OREL

- Филлис Корд, жена Бернарда Корда, заместитель министра иностранных дел, член ЦК Нового движения ДЖУЭЛ, руководитель женской организации

- Дэйв Бартоломью, майор гренадской армии, член ЦК Нового движения ДЖУЭЛ

- Леон Корнуолл, майор гренадской армии, член ЦК Нового движения ДЖУЭЛ, ветеран группы OREL

- Колвилл Макбарнетт, член ЦК Нового движения ДЖУЭЛ

- Кристофер Страуд, майор гренадской армии, ветеран группы OREL

- Сесил Прайм, капитан гренадской армии

- Лестер Редхед, капитан гренадской армии

- Каллистус Бернард, лейтенант гренадской армии

- Рейборн Нельсон, второй лейтенант гренадской армии

- Винсент Джозеф, рядовой гренадской армии

- Космос Ричардсон, рядовой гренадской армии

- Энди Митчелл, рядовой гренадской армии

Чета Корд, генерал Остин, Стрэчан, Бартоломью, Корнуолл, Джеймс, Макбарнетт обвинялись в принятии политического решения об убийствах. Подполковник Лэйн — в отдаче приказа о штурме Форт-Руперта, лейтенант Бернард — в убийстве Бишопа. При этом Остин, Лэйн, Джеймс, Венту, Корнуолл, Бартоломью, Страуд, Прайм, Бернард, Нельсон состояли в RMC, то есть открыто выступали как узурпаторы власти.
Офицеры и рядовые обвинялись в непосредственном совершении убийств. Особое место в последней категории занимал Каллистус Бернард по прозвищу «Абдулла», командовавший штурмом и лично застреливший Бишопа. Особо тяжким преступлением признавалось убийство Жаклин Крефт, по некоторым (официально не подтверждённым) данным находившейся в состоянии беременности.
Бернард Корд объяснял убийство Бишопа и его сторонников местью солдат, потерявших при штурме нескольких своих товарищей. Он отрицал принятие соответствующего политического решения. К этому, а также к утверждениям о личной непричастности, сводилась на процессе линия защиты большинства подсудимых. Леон Корнуолл признавал наличие соответствующего документа ЦК и свою роль в его написании, но уверял, что это не сыграло серьёзной роли. Эварт Лэйн заявил, что отдал приказ под физическим давлением. Исключение составил Хадсон Остин: он никак не пытался оправдывать или объяснять свои действия.

## Приговор
Вердикт прозвучал 4 декабря 1986 года. Бернард Корд, Хадсон Остин, Филлис Корд, Каллистус Бернард, Эварт Лэйн, Селвин Стрэчан, Дэйв Бартоломью, Леон Корнуолл, Лиэм Джеймс, Колвилл Макбарнетт, Сесил Прайм, Лестер Редхед, Кристофер Страуд и Джон Венту были признаны виновными в организации убийства и приговорены к смертной казни.
Трёх рядовых суд признал виновными в непредумышленном убийстве. Винсент Джозеф и Космос Ричардсон получили 45 лет, Энди Митчелл — 30 лет тюремного заключения.
Рейборн Нельсон был оправдан и освобождён.
По количеству осуждённых 17 человек возник термин Grenada 17.
Интересно, что на момент вынесения приговора у власти находилось консервативное правительство Новой национальной партии во главе с Гербертом Блейзом, враждебное идеологии Нового движения ДЖУЭЛ. Генеральным прокурором Гренады был Фрэнсис Алексис, ранее политэмигрант и активный противник Мориса Бишопа.
Осуждённые содержались в тюрьме Ричмонд Хилл. Amnesty International отмечала жёсткие условия заключения, сравнивая их с тюрьмой в Гуантанамо.
Смертные приговоры не были приведены в исполнение и в 1991 году заменены на пожизненное заключение.

## Послание из заключения
В 1996 году осуждённые по процессу «Гренада 17» опубликовали открытое послание Reflections and Apologies — Размышления с просьбой о прощении (главным автором был Бернард Корд). В этом документе «некоторые бывшие лидеры NJM» заявили о принятии на себя морально-политической ответственности за происшедшее на Гренаде в 1979—1983, в том числе за октябрьские события. Они принесли извинения гренадскому народу за пережитые бедствия, хотя объясняли их общей обстановкой Холодной войны и обязались в будущем прекратить политическую деятельность. В то же время авторы напомнили о социальных достижениях времён своего правления, назвали раскол в партии «нормальным демократическим процессом» и категорически отрицали наличие приказа о совершении убийств в Форт-Руперте.

## Досрочные освобождения
18 марта 2000 года по состоянию здоровья была освобождена Филлис Корд. 3 декабря 2006 вышли из тюрьмы признанные наименее виновными Винсент Джозеф, Космос Ричардсон и Энди Митчелл.
7 февраля 2007 Судебный комитет Тайного совета — высшая апелляционная инстанция для Гренады как члена Британского Содружества — начал пересмотр дела. Сроки сокращались с учётом отбытых 24 лет.
27 июня 2007 вышли на свободу Лестер Редхед, Кристофер Страуд и Сесил Прайм (как сыгравшие в событиях «относительно незначительную роль»). 31 декабря 2007 Надия Бишоп, дочь убитого Мориса Бишопа, посетила в тюрьме Бернарда Корда и Каллистуса Бернарда. Эта встреча была воспринята как символический жест примирения.
18 декабря 2008 вышли на волю Хадсон Остин, Колвилл Макбарнетт и Джон Венту. Бернард Корд, Каллистус Бернард, Эварт Лэйн, Селвин Стрэчан, Дэйв Бартоломью, Леон Корнуолл и Лиэм Джеймс освободились 5 сентября 2009.
Никто из группы «Гренада 17» не вернулся к политической деятельности. Бернард Корд перебрался на Ямайку. Хадсон Остин устроился менеджером строительных работ в тюрьме Ричмонд Хилл, где отбывал наказание. Леон Корнуолл также поступил на работу в Ричмонд Хилл — тюремным преподавателем. Каллистус Бернард написал в тюрьме книгу They Could Only Kill Me Once (Они могли убить меня только раз).